# Mobina Alinasab
Mobina Alinasab est une joueuse d'échecs iranienne née le 7 août 2000 et championne d'Iran en 2017. 
Au 1er novembre 2018, elle est la cinquième joueuse iranienne avec un classement Elo de 2 236 points.

## Biographie et carrière
Mobina Alinasab a remporté le championnat d'Iran adulte féminin 2017-2018 et le tournoi zonal féminin qualificatif pour le Championnat du monde d'échecs féminin de novembre 2018. Lors du championnat du monde féminin, elle élimine Elisabeth Pähtz (n°1 allemande) et Monika Soćko (n°1 polonaise) avant de perdre au troisième tour (huitième de finale) face à Mariya Mouzytchouk.
Elle a représenté l'Iran lors de l'Olympiade d'échecs de 2018, marquant 8 points sur 11 au troisième échiquier.
En 2019, Alinasab remporte la médaille d'argent au championnat du monde d'échecs junior féminin.